# Déclaration de Berlin sur le libre accès à la connaissance
La « Déclaration de Berlin sur le libre accès à la connaissance en sciences exactes, sciences de la vie, sciences humaines et sociales » est un texte dont le contenu a été défini lors d'un congrès tenu à la Société Max-Planck de Berlin en 2003. Les signataires y réclament la mise à disposition en libre accès (open access) de la littérature scientifique mondiale et de l'ensemble des données et logiciels ayant permis de produire cette connaissance.
Ce texte se situe dans la lignée de l'Initiative de Budapest pour l'accès ouvert (Budapest Open Archives Initiative) de 2001. En février 2023, le texte avait été signé par plus de 780 universités ou assimilés. Il est accompagné de recommandations. Les établissements signataires se rencontrent une fois par an lors d'un congrès.
Le texte annonce :
Nous remplissons par trop imparfaitement notre mission de diffusion de la connaissance si l’information n’est pas mise rapidement et largement à la disposition de la société. De nouveaux modes de diffusion de la connaissance, non seulement sous des formes classiques, mais aussi, et de plus en plus, en s’appuyant sur le paradigme du libre accès via l’Internet, doivent être mises en place. Nous définissons le libre accès comme une source universelle de  la connaissance humaine et du patrimoine culturel ayant recueilli  l’approbation de la communauté scientifique.
Dans le but de concrétiser cette vision d’une représentation globale et accessible de la connaissance, le web du futur doit être durable, interactif et transparent. Le contenu comme les outils logiciels doivent être librement accessibles et compatibles
Contrairement à une idée répandue, la Déclaration de Berlin dépasse les seuls articles scientifiques :
Les contributions au libre accès se composent de résultats originaux de recherches scientifiques, de données brutes et de métadonnées, de documents sources, de représentations numériques de documents picturaux et graphiques, de documents scientifiques multimédia.

## Sources
1. ↑  Déclaration
2. ↑  Liste des signataires
3. 1 2  Source : http://openaccess.mpg.de/68042/BerlinDeclaration_wsis_fr.pdf